# Vârful Păpușa (Munții Parâng)

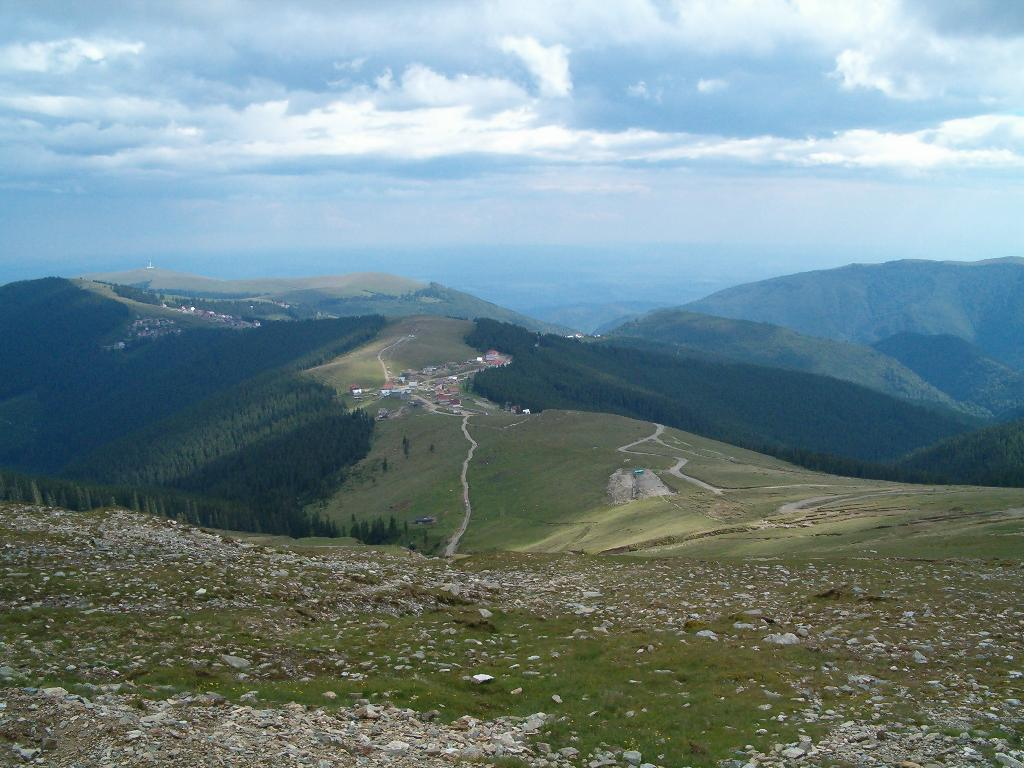
Şoseaua Transalpina și Rânca vedere dinspre vârful Păpușa

Vârful Păpușa este localizat în Munții Parâng (grupa Parâng) la 2.136 m altitudine.